# Município de Monroe (condado de Carroll, Ohio)
O município de Monroe (em inglês: Monroe Township) é um município localizado no condado de Carroll no estado estadounidense de Ohio. No ano de 2010 tinha uma população de 2.072 habitantes e uma densidade populacional de 30,24 pessoas por km².

## Geografia
O município de Monroe encontra-se localizado nas coordenadas 40° 32′ 23″ N, 81° 12′ 21″ O. Segundo a Departamento do Censo dos Estados Unidos, o município tem uma superfície total de 68.52 km², da qual 63,49 km² correspondem a terra firme e (7,33 %) 5,02 km² é água.

## Demografia
Segundo o censo de 2010, tinha 2.072 habitantes residindo no município de Monroe. A densidade populacional era de 30,24 hab./km². Dos 2.072 habitantes, o município de Monroe estava composto pelo 97,68 % brancos, o 0,19 % eram afroamericanos, o 0,53 % eram amerindios, o 0,1 % eram asiáticos e o 1,5 % eram de uma mistura de raças. Do total da população o 0,77 % eram hispanos ou latinos de qualquer raça.